# 崇一学堂旧址
崇一学堂旧址位于安徽省黄山市歙县县城徽城镇中心小北街，南至中和街，已列为黄山市文物保护单位。现为陶行知纪念馆。

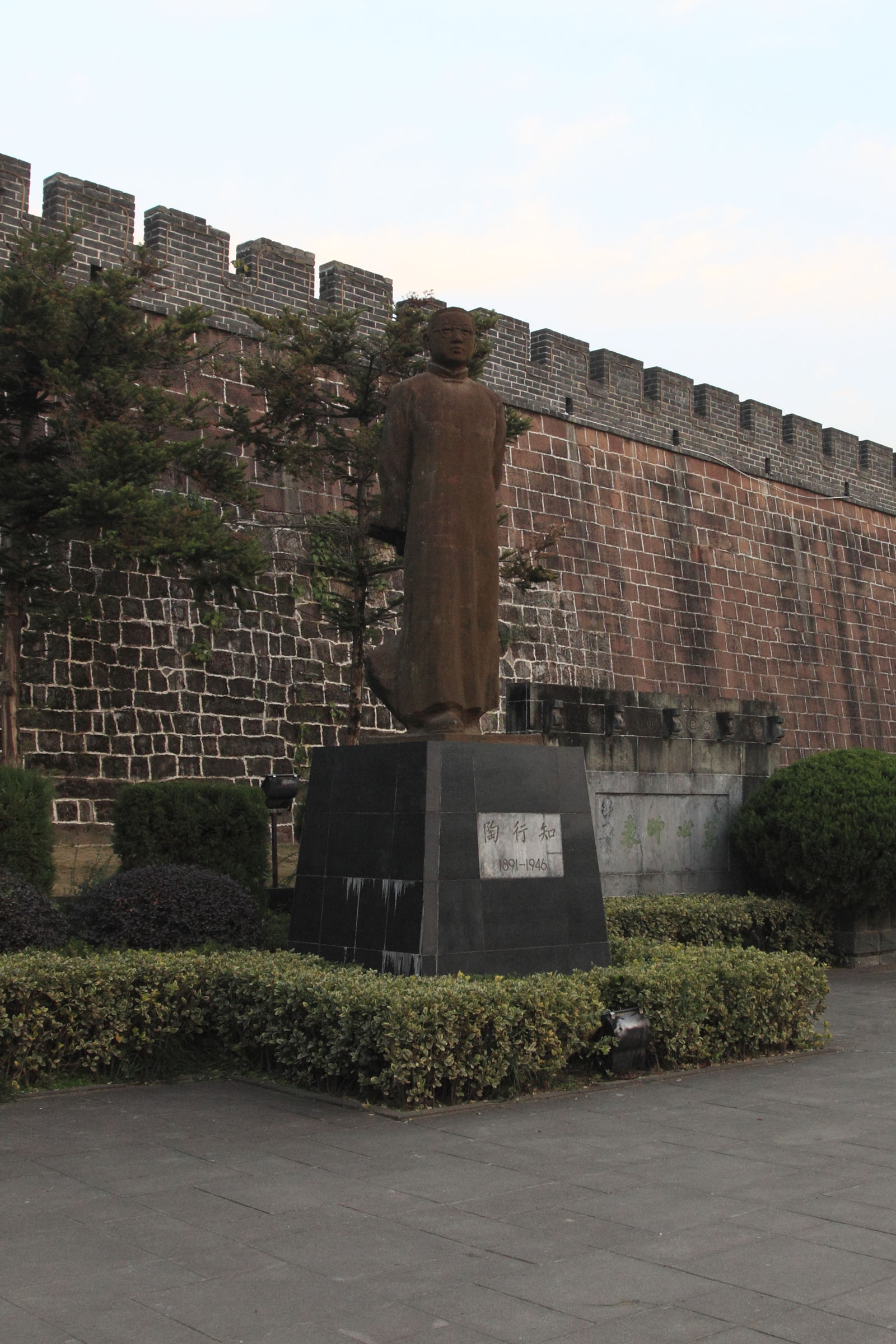
歙县城墙前的陶行知塑像

1894年，内地会传教士唐进贤（Geoge Watt Gibb）来华传教，驻安徽徽州府，1900年，在府城小北街总堂开办崇一学堂。1906年，15岁的陶行知进入崇一学堂就读。
 1908年，从这里考入了杭州广济医学堂。1984年开设陶行知纪念馆。